# Leucania legraini
Leucania legraini là một loài bướm đêm trong họ Noctuidae.